# Межибрід
Межибрід (пол. Międzybrodzie) — лемківське село в Польщі, у гміні Сянік Сяноцького повіту Підкарпатського воєводства.
Населення — 143 особи (2011).

## Історія
Згадується в 1439 р. Входило до Сяніцької землі Руського воєводства. За податковим реєстром 1565 р. в селі було 13 кметів на півланах з численними податками і повинностями, 3 огородники для постійної роботи на фільварку і піп (отже, вже була церква).
Чергову дерев’яну церкву в Межиброді збудував місцевий уродженець і душпастир, о. Іоан Вайцович (1784—1794). У 1839 р. споруджена нова дерев’яна церква Сходження Святого Духа.
У 1881 році село нараховувало 377 мешканців (360 греко-католиків, 11 римо-католиків і 6 юдеїв), належала до парафії Залужжя Вільховецького деканату Перемишльської єпархії.
В 1936 р. в селі була парафія, була мурована греко-католицька церква Пресвятої Трійці 1901 р., яка включала також присілок Іловать і налічувала 311 парафіян (також були 4 римо-католики) та належала до Сяніцького деканату Апостольської адміністрації Лемківщини. Метричні книги велися від 1784 р. Також були читальні «Просвіти» та ім. Мих. Качковського і спортивне товариство «Луг».
На 1 січня 1939-го в селі з 450 жителів було 430 українців і 20 поляків. Село належало до Сяніцького повіту Львівського воєводства.
12 вересня 1939 року німці окупували село, однак уже 26 вересня 1939 року мусіли відступити з правобережної частини Сяну, оскільки за пактом Ріббентропа-Молотова правобережжя Сяну належало до радянської зони впливу. 27.11.1939 постановою Верховної Ради УРСР село в ході утворення Дрогобицької області включене до Ліського повіту. Територія ввійшла до складу утвореного 17.01.1940 Ліськівського району (районний центр — Лісько). Наприкінці червня 1941, з початком Радянсько-німецької війни, словацька армія оволоділа селом, а територія знову була окупована німцями. 29 липня 1944 року радянські війська знову оволоділи селом. В березні 1945 року, у рамках підготовки до підписання Радянсько-польського договору про державний кордон зі складу Дрогобицької області правобережжя Сяну включно з Межибродом було передане до складу Польщі.
Після Другої світової війни українське населення було піддане етноциду. Частина переселена на територію СРСР в 1945-1946 рр. Родини, яким вдалось уникнути виселення, в 1947 році під час Операції Вісла були депортовані на понімецькі землі, а на їхнє місце поселені поляки. Церква перетворена на костел.
У 1975-1998 роках село належало до Кросненського воєводства.

## Демографія
Демографічна структура станом на 31 березня 2011 року:
|          | Загалом | Допрацездатний вік | Працездатний вік | Постпрацездатний вік |
| -------- | ------- | ------------------ | ---------------- | -------------------- |
| Чоловіки | 70      | 16                 | 48               | 6                    |
| Жінки    | 73      | 17                 | 47               | 9                    |
| Разом    | 143     | 33                 | 95               | 15                   |

## Відомі люди
- Старак Теодозій Васильович — український дисидент, громадський діяч і дипломат. Перший посол незалежної України у Польщі (1991).
- Володимир Кульчицький — професор і ректор Ветеринарної Академії у Львові.
- Юрій Кульчицький — професор Університету Яна Казимира, археолог, філософ.
- Олександр Вайсович — лікар, учасник Січневого повстання, фундатор побудови церкви.